# ديرموت سايمور
ديرموت سايمور (بالإنجليزية: Dermot Seymour)‏ هو فنان بريطاني، ولد في 1956.